# آلن مایس
آلن مایس (انگلیسی: Alan Mayes؛ زادهٔ ۱۱ دسامبر ۱۹۵۳) بازیکن فوتبال اهل بریتانیا است.
از باشگاه‌هایی که در آن بازی کرده‌است می‌توان به باشگاه فوتبال کویینز پارک رنجرز، باشگاه فوتبال نیوپورت کانتی، باشگاه فوتبال سوئیندون تاون، باشگاه فوتبال چلسی، باشگاه فوتبال بلکپول، باشگاه فوتبال کارلایل یونایتد، باشگاه فوتبال واتفورد، باشگاه فوتبال نورث‌همپتون تاون، و باشگاه فوتبال وایکام واندررز اشاره کرد.